# Luis Milla
Luis Milla Aspas (Teruel, 12 marzo 1966) è un allenatore di calcio ed ex calciatore spagnolo, di ruolo difensore.
Durante la sua carriera da calciatore, ha giocato per il Barcellona, dove è cresciuto, e per il Real Madrid. Ha giocato la sua ultima partita da professionista durante l'incontro tra Athletic Bilbao e Valencia CF terminata 1-1, il 20 dicembre 2000.

## Statistiche da allenatore

### Club
Statistiche aggiornate al 22 gennaio 2021.
| Stagione         | Squadra          | Campionato       | Campionato | Campionato | Campionato | Campionato | Coppe nazionali | Coppe nazionali | Coppe nazionali | Coppe nazionali | Coppe nazionali | Coppe continentali | Coppe continentali | Coppe continentali | Coppe continentali | Coppe continentali | Altre coppe | Altre coppe | Altre coppe | Altre coppe | Altre coppe | Totale | Totale | Totale | Totale | % Vittorie | Piazzamento |
| Stagione         | Squadra          | Comp             | G          | V          | N          | P          | Comp            | G               | V               | N               | P               | Comp               | G                  | V                  | N                  | P                  | Comp        | G           | V           | N           | P           | G      | V      | N      | P      | %          | Piazzamento |
| ---------------- | ---------------- | ---------------- | ---------- | ---------- | ---------- | ---------- | --------------- | --------------- | --------------- | --------------- | --------------- | ------------------ | ------------------ | ------------------ | ------------------ | ------------------ | ----------- | ----------- | ----------- | ----------- | ----------- | ------ | ------ | ------ | ------ | ---------- | ----------- |
| feb.-mag. 2013   | Al-Jazira        | PL               | 10         | 3          | 4          | 3          | PC+CdL          | 0+3             | 0+1             | 0+1             | 0+1             | ACL                | 6                  | 1                  | 2                  | 3                  | -           | -           | -           | -           | -           | 19     | 5      | 7      | 7      | 26,32      | Sub, 3°     |
| set.-ott. 2013   | Al-Jazira        | PL               | 4          | 2          | 1          | 1          | PC+CdL          | 0+3             | 0+2             | 0+0             | 0+1             | ACL                | -                  | -                  | -                  | -                  | -           | -           | -           | -           | -           | 7      | 4      | 1      | 2      | 57,14      | Eson        |
| Totale Al Jazira | Totale Al Jazira | Totale Al Jazira | 14         | 5          | 5          | 4          |                 | 6               | 3               | 1               | 2               |                    | 6                  | 1                  | 2                  | 3                  |             | -           | -           | -           | -           | 26     | 9      | 8      | 9      | 34,62      |             |
| 2015-feb. 2016   | Lugo             | SD               | 27         | 8          | 12         | 7          | CR              | 2               | 1               | 0               | 1               | -                  | -                  | -                  | -                  | -                  | -           | -           | -           | -           | -           | 29     | 9      | 12     | 8      | 31,03      | Eson        |
| ago.-ott. 2016   | Real Saragozza   | SD               | 11         | 3          | 4          | 4          | CR              | 1               | 0               | 0               | 1               | -                  | -                  | -                  | -                  | -                  | -           | -           | -           | -           | -           | 12     | 3      | 4      | 5      | 25,00      | Eson        |
| 2022-2023        | Persib           | L1               | 27         | 17         | 4          | 6          | -               | -               | -               | -               | -               | -                  | -                  | -                  | -                  | -                  | -           | -           | -           | -           | -           | 27     | 17     | 4      | 6      | 62,96      | Sub 3°      |
| lug. 2023        | Persib           | L1               | 3          | 0          | 3          | 0          | CI              | -               | -               | -               | -               | -                  | -                  | -                  | -                  | -                  | -           | -           | -           | -           | -           | 3      | 0      | 3      | 0      | &0,00      | Dim         |
| Totale Persib    | Totale Persib    | Totale Persib    | 30         | 17         | 7          | 6          |                 | -               | -               | -               | -               |                    | -                  | -                  | -                  | -                  |             | -           | -           | -           | -           | 30     | 17     | 7      | 6      | 56,67      |             |
| Totale carriera  | Totale carriera  | Totale carriera  | 82         | 33         | 28         | 21         |                 | 9               | 4               | 1               | 4               |                    | 6                  | 1                  | 2                  | 3                  |             | -           | -           | -           | -           | 97     | 38     | 31     | 28     | 39,18      |             |

### Nazionale
| Squadra         | Naz               | dal            | al             | Record | Record | Record | Record     | Record | Record | Record | Record |
| G               | V                 | N              | P              | GF     | GS     | DR     | % Vittorie |        |        |        |        |
| --------------- | ----------------- | -------------- | -------------- | ------ | ------ | ------ | ---------- | ------ | ------ | ------ | ------ |
| Spagna U-19     | Spagna (bandiera) | 1º agosto 2008 | 31 luglio 2010 | 20     | 14     | 1      | 5          | 41     | 16     | +25    | 70,00  |
| Spagna U-21     | Spagna (bandiera) | 1º agosto 2010 | 7 agosto 2012  | 20     | 15     | 4      | 1          | 47     | 13     | +34    | 75,00  |
| Spagna Olimpica | Spagna (bandiera) | 1º luglio 2012 | 7 agosto 2012  | 3      | 0      | 1      | 2          | 0      | 2      | −2     | &0,00  |
| Totale          | Totale            | Totale         | Totale         | 43     | 29     | 6      | 8          | 88     | 31     | +57    | 67,44  |

## Palmarès

### Giocatore

#### Club

##### Competizioni nazionali
- Campionato spagnolo: 2

Real Madrid: 1994-1995, 1996-1997
- Coppa di Spagna: 3

Barcellona: 1989-1990
Real Madrid: 1992-1993
Valencia: 1998-1999
- Supercoppa di Spagna: 3

Real Madrid: 1990, 1993
Valencia: 1999

#### Competizioni internazionali
- Coppa Iberoamericana: 1

Real Madrid: 1994
- Coppa delle Coppe: 1

Barcellona: 1988-1989
- Coppa Intertoto UEFA: 1

Valencia: 1998

### Allenatore

#### Nazionale
- Giochi del Mediterraneo: 1

 Pescara 2009
- Campionato d'Europa Under-21: 1

2011